# Pynovka
La Pynovka (in russo Пыновка?) è un fiume della Russia siberiana occidentale, affluente di sinistra della Loz'va, nel bacino dell'Irtyš. Scorre nel distretto urbano della città di Ivdel' (oblast' di Sverdlovsk).
Il fiume scorre in una zona paludosa in direzione sud-sud-ovest. A 38 km dalla foce riceve il suo affluente Malaja Pynovka (lungo 38 km), proveniente dalla sinistra idrografica. Sfocia nel fiume Loz'va a 316 km dalla foce. Il fiume ha una lunghezza di 97 km, il suo bacino è di 554 km².